# سفارة إسرائيل في المملكة المتحدة
سفارة إسرائيل في المملكة المتحدة هي أرفع تمثيل دبلوماسي لدولة إسرائيل لدى المملكة المتحدة. تقع السفارة في لندن وهي تهدف لتعزيز المصالح الإسرائيلية في المملكة المتحدة.

## وصلات خارجية
- الموقع الرسمي
- قائمة سفارات إسرائيل
- قائمة السفارات في المملكة المتحدة